# Мельников, Сергей Петрович
Сергей Петрович Мельников (1894 — 1969) — советский государственный деятель, председатель Организационного комитета Президиума ЦИК — Верховного Совета Белорусской ССР по Витебской области (1938).

## Биография
Участник Октябрьской революции, работник уездной ЧК города Зарайска, командир бронепоезда в Орле, инспектор управления милиции в Ташкенте, заместитель начальника Харьковского губернского уголовного розыска.
- 1938 г. — председатель организационного комитета Президиума ЦИК — Верховного Совета Белорусской ССР по Витебской области,
- 1939 г. — уполномоченный Народного комиссариата заготовок СССР по Белорусской ССР.
- 1941—1944 гг. — организатор партизанского движения, член оперативной группы Минского подпольного обкома КП(б) Белоруссии.

В послевоенное время — министр мясомолочной промышленности Белорусской ССР.
Депутат Верховного Совета СССР 1-го созыва.

## Награды и звания
Награждён орденом Ленина за выдающиеся успехи в сельском хозяйстве, в особенности за перевыполнение планов по льноводству и животноводству (1939).